# Сруб (группа)
«Сруб» — российская пост-панк / дарк-фолк-группа, основанная весной 2013 года в Новосибирске.
Коллектив прославился уникальным синтезом жанров: их музыка сочетает мрачную энергетику пост-панка, холодную атмосферу колдвейва и меланхолию неофолка с элементами русского фолка, прогрессивного рока и даже пост-блэк-метала. Лирика группы исключительно на русском языке и посвящена мистике, образам природы, двоеверию и абстрактной архаичной обрядовой символике, что дополняет их музыкальные эксперименты на стыке андеграундной и этнической сцен. Такой самобытный стиль сделал «Сруб» одним из самых заметных явлений новой российской альтернативной сцены, воплотившим «ту атмосферу, которую слушатель искал у современных отечественных исполнителей».

## Творческое наследие: Музыкальный стиль, концепция и тематика.
«Сруб» сразу зарекомендовал себя необычным сплавом жанров. База звучания – пост-панк (Шапранский признаёт, что именно этот жанр лежит в основе звучания группы), однако группа смело выходит за его рамки. Во многих песнях используются нестандартные для пост-панка инструменты смычковые, флейта, аккордеон, народные гусли, а в нескольких песнях можно услышать, к примеру, колокольный звон. Это придаёт композициям этнический колорит. На ранних релизах заметны также холодные синтезаторные оттенки колдвейва, мрачная монотонность дум-метала и ритуальные интонации дарк-фолка. В более поздних работах группа экспериментировала с тяжёлым звучанием – вплоть до использования блэк-метал скриминга и «грязного» гитарного дисторшна. При этом во главу угла музыканты ставят не жанровую принадлежность, а создание атмосферы и образов, передающих слушателю определённое состояние. Их песни часто описывают как саундтрек к дремучему лесу и старинным обрядам: критики отмечали «хтоничность, мрачность и язычество» как ключевые эпитеты стиля. По сути, творчество «Сруба» – это олдскульный пост-панк с песнями-заговорами, песнями-плачами, песнями-заклинаниями, демонстрирующими изнанку славянского бытия и уходящими корнями во тьму веков. Подобного симбиоза, по мнению обозревателей, до них не было и вряд ли вскоре появится, что делает группу уникальной в своём роде.

Лирическая составляющая «Сруба» также выгодно отличается от многих коллег по жанру. Тексты пишутся только на русском языке – принципиальная позиция Игоря Шапранского, считающего, что особую атмосферу заложенных образов способен понять лишь носитель родной культуры:
«Сруб» для меня — это не истории про ошалелых чертей. Это черти и есть. И если иноземец, например, грязными тропами по бурьяну в сумерках не ходил, то никогда этих чертей в музыке и не увидит. А тот, кто их видит, он на русском вполне годно изрекается. Я уверен. Это как кантри на русском языке. Бездумно для меня. Невозможно».Игорь Шапранский, интервью для «Афиша-Волна», 2013 год
Слова песен отсылают к тёмной, мистической стороне русской природы и народного подсознания: это мир лесных духов, чертей и потусторонних сил, с которыми сталкивается человек. В то же время участники коллектива стремятся избежать прямолинейного фольклоризма или упоминания конкретных мифологических персонажей, делая акцент на более абстрактных, безымянных образах. Единственный фольклорный образ, который часто появляется напрямую, – это черт, ставший своего рода «маскотом» группы, намекая, что их песни не пересказывают сказки, а погружают слушателя в саму стихию нечистой силы. Многие тексты насыщены языческими, оккультными символами и архетипами. На формирование такой эстетики повлияли личные интересы Игоря Шапранского: с детства он увлекался символистской поэзией Александра Блока, любовью к которой его заразил преподаватель литературы. Отсюда в песнях группы - образы сакральности, мистические знаки и атмосфера обряда. Другим источником вдохновения стала сама сибирская природа – дикий дух родных лесов и степей во многом питает воображение музыкантов. Таким образом, в текстах происходит синтез литературного символизма и народного язычества, выраженный современным языком.
Несмотря на самобытность, «Сруб» впитал ряд влияний как от зарубежной, так и от отечественной музыки. Игорь Шапранский отмечает, что помимо пост-панка на звучание повлияли синти-поп 80-х, дум-метал, ранний готик-рок, а также поздняя советская рок-культура. Среди любимых российских групп он выделяет «Утро» (побочный проект Motorama), сибирский фолк-рок ансамбль «Калинов Мост», и ленинградскую рок-легенду «Алиса». Действительно, некоторые критики усматривают параллели между «Срубом» и ранним творчеством «Алисы» – та же «темная сторона» привычного мира, попытка взглянуть на российскую реальность через призму мифов и легенд. Зарубежные рецензенты обращали внимание на сходство настроения «Сруба» с классическим готическим роком: так, портал Noisey (VICE) отмечал умение новосибирской группы «идеально сочетать иконографию славянского языческого мистицизма с музыкальной стороной, вдохновленной Bauhaus и Joy Division». Подобные сравнения помогают понять контекст: «Сруб» стоит на пересечении западной пост-панк традиции и восточноевропейской (сибирской) духовной стихии. Отмечается также принципиальная близость группы к так называемой «почвенно-родной» эстетике: музыка «Сруба» воспринимается как глубоко укоренённая в отечественной культуре и истории. Благодаря этому она находит отклик у слушателей, которым чужды подражания Западу – фактически, «Сруб» восполнил запрос на аутентичный русский звук в альтернативной музыке, «попав в точку» ожиданий аудитории. Сочетание древнего и современного, язычества и рока, делает творчество группы предметом интереса как меломанов, так и исследователей музыкальной культуры.

## История

### Создание. 2013 год
О самом создании группы известно немного: зародилась она весной 2013 года в Новосибирске, когда объединились для нового музыкального эксперимента мультиинструменталист Игорь Шапранский и бас-гитарист Станиславом Куликовым, ранее игравший в более тяжёлых музыкальных проектах, включая местную пост-панк / блэк-метал-группу «Культура курения», что повлияло на начальное настроение коллектива.
В июне 2013 года вышла первая совместная работа музыкантов — мини-альбом «По грибы». Релиз привлёк внимание локальной аудитории своей «посконной» атмосферой, где грубоватый вокал Шапранского сочетался с мрачными гитарными риффами и текстами о «безысходной русской смерти». В ноябре этого же года журнал «Афиша» пишет про стиль группы: 

«Посконный рок — приблизительно так можно описать их стиль. Удаль и размах здесь идут рука об руку с каким-то особым смирением, а горячая кровь — с отстранённостью. За первоначальной мыслью о том, что это ещё одна постпанк-группа с исходящим будто бы из низов вокалом, точно кроется нечто большее».

### Период 2014—2016 годов
В январе 2014 года состоялся первый акустический концерт в Новосибирске при участии друзей-музыкантов, в том числе именно там появился гитарист Константин Притыченко. Несмотря на скромный состав, выступление отличалось атмосферностью.
В марте 2014 года увидел свет дебютный полноформатный альбом «Сруб».
В этом же году группа впервые была замечена за рубежом, и одна из их композиций («Лень») попала на компиляцию, приуроченную к десятилетию польского лейбла Bunkier Productions.
Творчество «Сруба» находило отклик не только на родине группы, но и в других странах — уже в 2014 году музыканты стали получать приглашения на крупные фестивали и концерты из-за рубежа.
Бас-гитарист Станислав Куликов по личным причинам покидает проект. Но уже в августовском интервью на вопрос о предстоящих выступлениях в электрическом составе Игорь Шапранский сообщил, что: «…наш «Сруб» готов. Концертам быть». Тем самым давая понять о пополнении состава и начале концертной деятельности.
В ноябре 2014 года в Новосибирск отправился дизайнер и фотограф Гоша Рубчинский, чтобы сделать обложку для журнала «Афиша» с данной группой, где также выходит интервью с ними под заголовком «В поисках русской души» (выпуск № 380).
Таким образом, к концу 2014 года «Сруб» приобрел известность не только в родном регионе, но и за его пределами.
В 2015 году «Российская газета» нарекает «Сруб» самым ярким представителем новой волны сибирской рок-музыки, а в американском молодёжном журнале Vice упоминают в статье, посвящённой новому поколению российских инди-исполнителей, отметив способность коллектива сочетать языческую эстетику с возможными влияниями музыки британских коллективов Bauhaus и Joy Division.
Летом 2015 года концертный промоутер Степан Казарьян проводит в Москве свой первый мини-фестиваль «Боль», впоследствии переросший в большой фестиваль. В качестве хедлайнера выступает новосибирская группа «Сруб». Стоит отметить, что «Боль» изначально задумывалась как концерт трёх групп — «Утро», «Труд» и «Сруб», куда Игорь позже «подтянул» друзей из Ploho.
Летом 2016 года «Сруб» выступил на международном фестивале Folk Summer Fest. После фестиваля группу покидает клавишница (первая жена Игоря) Елизавета Шапранская.
Осенью 2016 года Игорь Шапранский переезжает в Санкт-Петербург, где знакомится с продюсером Глебом Годуновым, вскоре ставшим директором группы. Это событие обозначило переход к более профессиональному этапу в карьере коллектива.
К концу 2016 года дискография группы пополнилась еще двумя альбомами: "Песни злых Цветов" и "Ересь", закрепившими успех первых релизов.

### Период 2017—2019 годов
В мае 2017 года после концертов в Санкт-Петербурге и Новосибирске окончательно распался первоначальный новосибирский состав - проект фактически превратился в авторское детище Игоря Шапранского с переменными участниками.
В июне 2017 года выходит документальный фильм, посвящённый творчеству группы — «За кукушкою через лес», выступивший в роли операторской дипломной работы бывшего бас-гитариста группы Станислава Куликова.
Осенью 2017 года основатель «Сруба» Игорь Шапранский совмещает концертные выступления с красноярской пост-блэк-метал-группой Ultar, музыканты которой приняли сессионное участие в концертном составе проекта новосибирца.
Зимой 2018-го выходит первый полностью акустический альбом «Сруба» — «Скорбь», который был презентован на серии совместных концертов с датским неофолк-проектом :Of the Wand & the Moon:, где Игорь выступил с бас-гитаристом и барабанщиком санкт-петербургской рок-группы para bellvm Михаилом Карповым и Андреем Стригоцким, а также Артёмом Ионовым из Postnoir в роли гитариста.
Весной и осенью 2018 года состоялись два тура, где Игорь Шапранский снова выступает с музыкантами Ultar на одной сцене.
Осенью 2018 года также выходит полноформатный альбом «Пост», воспринятый слушателями, как существенно расширяющий звучание группы – в записи появилось больше экспериментальных и жанрово разноплановых элементов.
Летом 2019-го «Сруб» принял участие на крупнейшем в России рок-фестивале под открытым небом «Нашествие» с некоторыми музыкантами из петербургской группы para bellvm в составе.
В конце 2019 года группа выпустила концептуальный альбом «988» – название отсылает к году Крещения Руси, а одноименный трек-манифест содержит четкую позицию против навязывания чуждой идеологии, прославляя древние корни (образ «величия леса»):

«Мы против насильственного насаждения чуждой идеологии. Величие леса не будет забыто. С первых и до наших дней».
В записи альбома приняли активное участие музыканты Ultar и Grima, а сведением занимался Владимир Лехтинен из группы Second To Sun, что придало альбому особенно тяжёлое, драматическое звучание.
В преддверии 2020 года Игорь Шапранский переезжает в столицу Чехии — Прагу.

### Период 2020—2022 годов
Весной 2020 года пандемия, связанные с ней ограничения и ряд обстоятельств вынуждают Игоря Шапранского вернуться в Новосибирск, где он собирает вновь новосибирский состав.
В мае 2020 года, в период боли и смертей по всему миру, группа выпускает первый сингл «Упокой» с предстоящего альбома, где Игорь совмещает уже классический для группы неофолк, пост-панк с блэк-металом и прог-роком.
Осенью выходят ещё два сингла - «Никогда не видеть зла» (в духе пост-панка) и «За зовом зари» (с блэк-металическим размахом).
Подходящий к концу 2020 год ознаменовался для «Сруба» проведением своего первого онлайн-концерта «без живых людей», представив программу в пустом зале на камеру.
В июне 2021 года увидел свет новый полноформатный альбом группы — «Скверна», отметившийся в истории творчества коллектива появлением нескольких непривычно тяжёлых композиций, сочетающих в себе традиционные для группы лирические мотивы и элементы пост-панка со звучанием современных направлений блэк-метала и народных инструментов. В записи альбома принял активное участие Ярослав Целуйко из чешской пост-блэк-метал группы Chernaa. Средства на запись и выпуск альбома были собраны путём краудфандинга — добровольных пожертвований на сервисе Planeta.ru; более того, собранная сумма немного превысила необходимую.
23 июля 2021 года группа должна была выступить со специальной блэк-металл программой на музыкальном фестивале Metal Over Russia 2021, однако по причине ограничений, вызванных пандемией, мероприятие было перенесено на лето 2022 года.
Осенью 2021 года состоялся масштабный тур коллектива «До горизонта земли» в поддержку нового блек-металл альбома, который длился месяц и охватил 21 город. Это был первый в России профессиональный тур отечественной музыки этого жанра такого масштаба.
Зимой 2022 года «Сруб» анонсировал новый альбом под названием «Веры пиры», намекнув, что новый релиз будет менее «тяжёлым» в плане звучания, чем «Скверна», и назвав его «новой страницей в истории группы». В поддержку нового альбома коллектив запланировал провести два концерта — сначала в Санкт-Петербурге, а затем в Москве.
В конце февраля, в своих социальных сетях группа анонсировала грядущий акустический мини-альбом «Порча», приступив к записи совместно со ставропольской фолк-метал-группой MistFolk, и предшествующий ему сингл «Через плечо переплюнув мечты». Но альбому так и не суждено было выйти.
22 мая вышел альбом «Веры пиры». В записи приняли участники омской неофолк-группы Nytt Land и самарской нойз-фолк-группы Tyagotenie, также написавшей музыку для песни «Спасаясь с горя».
Летом 2022 года состоялся сольный лесной акустический онлайн-концерт, который прошёл в одном из лесов Новосибирской области.
Осенью коллектив провёл небольшой тур под названием «Бесы» в поддержку нового альбома, состоящий из 9 концертов.
В конце 2022 года новосибирские музыканты группы сталкиваются со сложностями участвовать в длительных турах, вызванными рядом причин и по обоюдному решению покидают коллектив.

### Период 2023 — н. в.
Зимой и весной 2023 года «Сруб» собирается из музыкантов в Санкт-Петербурге. В новые ряды вошёл, в частности, один из лучших санкт-петербургских гитаристов Илья Федосеенко.
В честь десятилетия творческой деятельности коллектива, весной 2023 года был анонсирован большой юбилейный концертный тур по городам России от Калининграда до Владивостока.
Летом 2023 обновленный «Сруб» записал юбилейный десятый альбом, получивший символичное название «10». На нём музыканты переосмыслили десятилетний путь группы, перезаписав избранные композиции в полностью живом звучании. В записи ударных принял участие Георгий Леонидзе, знаменитый барабанщик и преподаватель, игравший ранее в легендарном коллективе Тролль Гнёт Ель. Релиз состоялся 7 сентября 2023 года.
Параллельно группа выступила хедлайнером на готическом фестивале "Moscow Dark Fest", на фестивале независимой indie музыки "Motherland Fest" и «Форт НовоРок» (перенесенный фестиваль Тамань).
С сентября по ноябрь 2023 года успешно прошел (длительностью в два месяца) наиболее масштабный концертный тур, объявленный ранее и включающий в себя 32 города. В перерыве между европейской и азиатской частями тура Игорь и Илья удалились в деревенский сруб Игоря Шапранского под Новосибирском для работы над новым материалом.
В феврале 2024 года выходит неожиданный совместный сингл с пост-хардкор-группой «Ермак!» под провокационным названием «Русы валят рептилоидов», который предназначен для саундтрека к независимой компьютерной игре в жанре слэшер «Русы против Ящеров» от компаний Agafonoff и Smola Game Studio. Трек получил широкий юмористический продакшн.
Весной 2024 года в постоянные ряды коллектива входит питерский барабанщик Иван Грибоедов, игравший ранее в коллективах Щенки, RSAC, гречка и Chernikovskaya Hata.
В марте 2024 года вышел первый сингл «Люто любить» – пронзительная песня о любви к матери и Родине, предвосхищающая следующий альбом.
Летом 2024 наконец-то после года поисков место бас-гитариста занимает Владимир "KAMAZ" Калмазан, один из самых "одиозных" музыкантов Санкт-Петербурга.
В конце августа 2024 года группа выпустила новый студийный альбом «Дни урожая», ознаменовавший собой плодотворный «сбор урожая» нового звучания. Материал альбома посвящён теме жатвы и цикличности природы, а его интернет-релиз пришёлся на последние дни лета
В сентябре — октябре состоялся тур «Дни урожая» в поддержку нового студийного альбома, представив обновлённую программу в ряде городов России.

## Вклад в музыкальную сферу
Появление «Сруба» заметно повлияло на развитие пост-панк сцены в России. Группу часто называют одним из лидеров новой волны сибирского рока 2010-х. Ее успех показал востребованность русскоязычного материала в инди-музыке, стимулировав интерес к группам, поющим на родном языке. Не случайно организаторы фестивалей вроде «Боль» в 2015-м сознательно делали ставку на русскоязычных исполнителей, отметая тренд прошлых лет копировать британский инди-рок. «Сруб» внес свой вклад в этот поворот: он доказал, что можно быть актуальным и самобытным, опираясь на собственные культурные коды. В жанровом плане группа расширила границы пост-панка, введя в него элементы фолка и экстремального метала. Такие альбомы, как «Скверна» (2021), продемонстрировали, что пост-панк может успешно синтезироваться с блэк-металом и народными напевами. Это новаторство вдохновляет и других музыкантов на смелые эксперименты. Кроме того, «Сруб» показал пример независимости и тесной связи с слушателями: группа активно выпускала музыку самостоятельно (через Bandcamp и соцсети), а запись «Скверны» профинансировала за счёт краудфандинга, что стало одним из первых таких кейсов в отечественной рок-среде. Таким образом, коллектив внес значимый вклад в развитие DIY-культуры и новых моделей взаимодействия артиста с аудиторией.
Влияние «Сруба» выходит за рамки узкого музыкального жанра. Их творчество стало частью более широкого феномена – возвращения интереса к национальным корням в современной молодёжной культуре. Как отмечал музыкальный портал Sadwave, появление «Сруба» совпало с эпохой, когда российская действительность вновь вышла на первый план и петь по-английски для инди-музыкантов стало неактуально. На фоне этого группа выросла в «параллельном мире оккультно-хтонического постпанка», где органично прижились самые разные слушатели: от богемных хипстеров до брутальных патриотов. Широта этой аудитории говорит о том, что «Сруб» сумел затронуть глубинные струны русской души, объединив людей разных взглядов вокруг исконных образов (лес, нечистая сила, тайна природы). Музыка «Сруба» часто сопровождает любительские видео, художественные проекты, посвящённые теме русской готики и провинциальной тоски – например, треки группы фигурируют на площадках вроде блога «Русская смерть», иллюстрируя образы вырождения и разрушения глубинки. Таким образом, коллектив оказал заметное влияние на формирование эстетики dark folk направления в России, став её флагманом. Живые выступления «Сруба» – это тоже вклад в концертную культуру: группа привнесла на рок-сцену элементы театрализации, ритуальности (например, выступая в традиционной одежде или на фоне специальных видеоряда). Они показали, что рок-концерт может становиться мистерием, погружая зал в атмосферу обряда. Наконец, «Сруб» стал своего рода «точкой сборки» для разных субкультур – от металлистов до неофолк-энтузиастов, создав пространство для их диалога. Этот синкретизм обогатил музыкальную сферу, связав ранее слабо пересекавшиеся аудитории.
Творчество «Сруба» вдохновило целое поколение музыкантов и коллективов, обративших взор к национальной тематике и мрачной эстетике. Появление группы придало импульс развитию сибирской пост-панк сцены: рядом со «Срубом» из Новосибирска вышли в свет и получили известность группы Ploho, Буерак и другие, исповедующие сходный принцип петь о родном на родном языке. Непосредственно Игорь Шапранский сыграл роль ментора для некоторых молодых команд – к примеру, именно по его приглашению группа Ploho выступила на фестивале «Боль», что дало ей толчок в развитии. Стиль «Сруба» – темный фолк-рок с этническими мотивами – переняли или творчески переосмыслили многие исполнители. В среде неофолка и фолк-метала появились отголоски влияния «Сруба»: так, ставропольская группа MistFolk и самарский проект Tyagotenie не только сотрудничали с «Срубом», но и разделяют его интерес к языческим темам, вплетая их в своё звучание. Успех «Сруба» на стыке жанров показал и метал-коллективам новые горизонты – например, экспериментальный блэк-метал дуэт Grima принял участие в записи альбома «988», а музыканты пост-блэк группы Ultar играли на концертах «Сруба». Это свидетельство того, что границы между жанрами становятся прозрачнее благодаря влиянию новосибирской группы.
Кроме того, «Сруб» оказал влияние на визуальный имидж и подачу многих коллективов. После их появления возрос интерес к славянской символике, народным костюмам, использованию кириллицы и старинных образов в оформлении альбомов у групп смежных направлений (от дарквейва до индастриала). Можно сказать, что «Сруб» проложил путь для волны «русского готического рока» 2020-х, в рамках которой появились исполнители, вдохновленные их примером. Многие психоделик-рок и пост-панк проекты начали активнее обращаться к фольклорным мотивам, видя, как успешно это делает «Сруб». Помимо прямого влияния, «Сруб» послужил точкой притяжения: на их разогреве и совместных концертах выступали молодые команды, перенимая опыт (так, на рубеже десятилетия они делили сцену с начинающими дарк-фолк артистами в рамках тематических фестивалей). В итоге можно констатировать, что «Сруб» сыграл роль катализатора для формирования сообщества музыкантов, черпающих вдохновение в славянской культуре и тёмной эстетике. Многие из этих коллективов прямо указывают на новосибирскую группу как на ориентир в творчестве.

## Состав

### Текущий состав
- Игорь Шапранский — вокал, музыка, тексты песен, клавишные, сэмплирование, запись, сведение и мастеринг (2013 — наши дни)
- Илья Федосеенко — гитара (2023 — наши дни)
- Владимир Калмазан — бас-гитара, бэк-вокал (на концертах) (2024 — наши дни)
- Иван Грибоедов — ударные, сведение и мастеринг (2024 — наши дни)

### Бывшие участники
- Станислав Куликов[8][52] — бас-гитара[15] (2013—2014)
- Константин Притыченко — гитары, музыка, запись, сведение и мастеринг[36][53] (2014—2017, 2020—2022)
- Герман Креденс — бас-гитара[53], музыка[36] (2014—2017, 2020—2022)
- Елизавета Шапранская — клавишные[9](2014—2016)
- Глеб Гофман — ударные (2014—2017)
- Денис Плясковский — ударные[53] (2020—2022)

### Сессионные музыканты
| - Денис Сусарев — гитара (2017—2019) (Ultar) - Максим Сысоев — бас-гитара (2017—2019) (Ultar, Grima, Second To Sun) - Алексей Скороходов — ударные (2017) - Владислав Юнгман — ударные (2018—2019) (Ultar) - Артём Ионов — гитары, бэк-вокал (на концертах) (2018, 2019) («Печаль», «Икар Ной», Postnoir) - Михаил Карпов — бас-гитара, бэк-вокал (на концертах) (2018, 2019) (Children of The Gun, para bellvm) | - Андрей Стригоцкий — ударные (2018, 2019) (para bellvm) - Нелли Луценко — бэк-вокал (2019) - Олеся Ващенко — аккордеон (2021 — наши дни) - Георгий Леонидзе — ударные (2023) (ex-«Тролль гнёт ель») - Виктор Бузнаев — бас-гитара, бэк-вокал (на концертах), сведение и мастеринг (2023—2024) |

## Дискография

### Полноформатные альбомы
- март 2014 — «Сруб»
- апрель 2015 — «Хтонь»
- февраль 2016 — «Песни злых цветов»
- октябрь 2016 — «Ересь»
- январь 2018 — «Скорбь» (акустика, ремейк)
- октябрь 2018 — «Пост»
- декабрь 2019 — «988»
- июнь 2021 — «Скверна»
- май 2022 — «Веры пиры»
- сентябрь 2023 — «10» (ремейк)
- август 2024 — «Дни урожая»

### Мини-альбомыисинглы
- июнь 2013 — «По грибы» (EP, 6 треков)
- июль 2013 — «Живица» (сингл, 2 трека)
- май 2014 — «Природы ради снисхождения из-под паутины песни» (EP, 4 трека)
- июнь 2014 — «Тайной тропой» (EP, 8 треков)
- июль 2014 — «Юдоль» (EP, 5 треков)
- июль 2016 — «Безымянный» (EP, 3 трека)
- март 2017 — «Восход» (EP, 6 треков)
- май 2020 — «Упокой» (сингл)
- сентябрь 2020 — «За зовом зари» (сингл)
- октябрь 2020 — «Никогда не видеть зла» (сингл)
- июль 2023 — «Восвояси» (сингл)
- март 2024 — «Люто любить» (сингл)

### Сборники
- декабрь 2014 — «Топь» (первая часть трилогии)
- май 2015 — «Тень» (вторая часть трилогии)
- декабрь 2015 — «Туман» (третья часть трилогии)
- июль 2019 — «Иные» (не вошедшие в альбомы и прочие версии песен)[59]

### Совместные записи
- ноябрь 2014 — «Не знать вины» (сингл; совместно с «почему коммутатор молчит»)
- март 2015 — «Безмолвие» (сингл; совместно с «почему коммутатор молчит»)
- март 2022 — «Через плечо переплюнув мечты» (сингл; совместно с MistFolk)
- февраль 2024 — «Русы валят рептилоидов» (сингл; совместно с «Ермак!»)
- апрель 2024 — «Дни урожая» (сингл; совместно с Бранимиром)

### Гостевое участие
- декабрь 2017 — «Валентинов день» (para bellvm feat. Игорь Шапранский [«Сруб»])[a]
- март 2019 — «Shub-Niggurath» (Ultar feat. Игорь Шапранский)[a]
- февраль 2021 — «Lockdown» (So Far As I Know feat. Игорь Шапранский)[b]
- февраль 2023 — «Omen» (Morokh feat. Игорь Шапранский [«Сруб»])[b]
- май 2023 — «День последний мой» (Alkonost feat. Игорь Шапранский [«Сруб»])[c]
- август 2023 — «Prophecy» (Morokh feat. Игорь Шапранский)[b]
- декабрь 2024 — «Весна / Сибирь» («Под пологом безымянного леса» feat. Игорь Шапранский)[a]
- февраль 2025 — «Дождись» («Площадь Восстания» feat. Игорь Шапранский [«Сруб»])[a]

### Неоригинальные произведения
| Каверы      | Каверы                                            | Каверы                                |
| Дата        | Полное название                                   | Альбом / Сборник                      |
| ----------- | ------------------------------------------------- | ------------------------------------- |
| июнь 2014   | «Сруб» — «Enjoy The Silence» (Depeche Mode cover) | «Сруб» — «Тайной тропой» (EP)         |
| август 2024 | «Сруб» — «Когда я умер» (Константин Ступин cover) | «Константин Ступин. Трибьют. Часть 2» |

| Мэшапы         | Мэшапы                                              | Мэшапы                                                    | Мэшапы |
| Дата           | Название                                            | Оригиналы                                                 | Автор  |
| -------------- | --------------------------------------------------- | --------------------------------------------------------- | ------ |
| 10 апреля 2023 | «Hotline Miami 988»                                 | Scattle — «It's Safe Now» «Сруб» — «988»                  | утри   |
| 16 апреля 2023 | «Турбо тайной тропой»                               | Carpenter Brut — «Turbo Killer» «Сруб» — «Тайной тропой»  | утри   |
| 19 апреля 2023 | «Драм-н-бейс на смерть царя»                        | Camo & Krooked — «Witchdoctor» «Сруб» — «На смерть царя»  | утри   |
| 22 апреля 2023 | «Твоя лень сбивает тебя с пути ультранасилия»       | Carpenter Brut — «Roller Mobster» «Сруб» — «Лень»         | утри   |
| 23 апреля 2023 | «Tyr, Ta Meg Til Helvete»                           | Wardruna — «Tyr» «Сруб» — «Морок»                         | утри   |
| 8 мая 2023     | «Sverð Mitt Bíður Svarta Vorsins»                   | Heilung — «Krigsgaldr» «Сруб» — «В ожидании чëрной весны» | утри   |
| 6 июля 2023    | «Не убивай меня, просто помоги мне сбежать от лени» | Surf Curse — «Freaks» «Сруб» — «Лень»                     | утри   |
| 27 июля 2023   | «Лети восвояси, белый ворон»                        | «Сруб» — «Восвояси» Wardruna — «Kvitravn»                 | утри   |
| 16 марта 2024  | «Люто любить Solringen»                             | «Сруб» — «Люто любить» Wardruna — «Solringen»             | утри   |

## Видеоклипы и фильмы

### Постановочные и художественные музыкальные видеоклипы
- 2018 —  «Сердце»
- 2024 —  «Люто любить»

### Концертные видеоклипы
- 2015 —  «Так пляшет смерть»
- 2015 —  «Рада»
- 2015 —  «Чертог»
- 2015 —  «Тайной тропой»
- 2024 —  «Шёпот и вой болот»

### Документальное кино
- 2017 —  «За кукушкою через лес»

### Лирик-видео
- 2019 —  «988»
- 2020 —  «Упокой»
- 2020 —  «За зовом зари»
- 2020 —  «Никогда не видеть зла»
- 2022 —  MistFolk / «Сруб» — «Через плечо переплюнув мечты»

### Фан-видео
- 2018 —  «След в след»
- 2018 —  «Помни»
- 2018 —  «До горизонта земли»

### Комментарии
1. 1 2 3 4  Вокальное исполнение.
2. 1 2 3  Вокальная партия и авторство текста песни принадлежат Игорю Шапранскому.
3. ↑  Основатель и лидер «Сруба» Игорь Шапранский принял участие в переосмыслении и праздновании 25-летия дебютного альбома Songs of The Eternal Oak фолк-метал-группы Alkonost, исполнив вокальную партию композиции в нехарактерной для него манере экстремального вокала.